# Eurovision Song Contest 2007

Länder som deltog i finalen.
Länder som inte tog sig till final.
Länder som tävlat förut men inte deltog 2007.

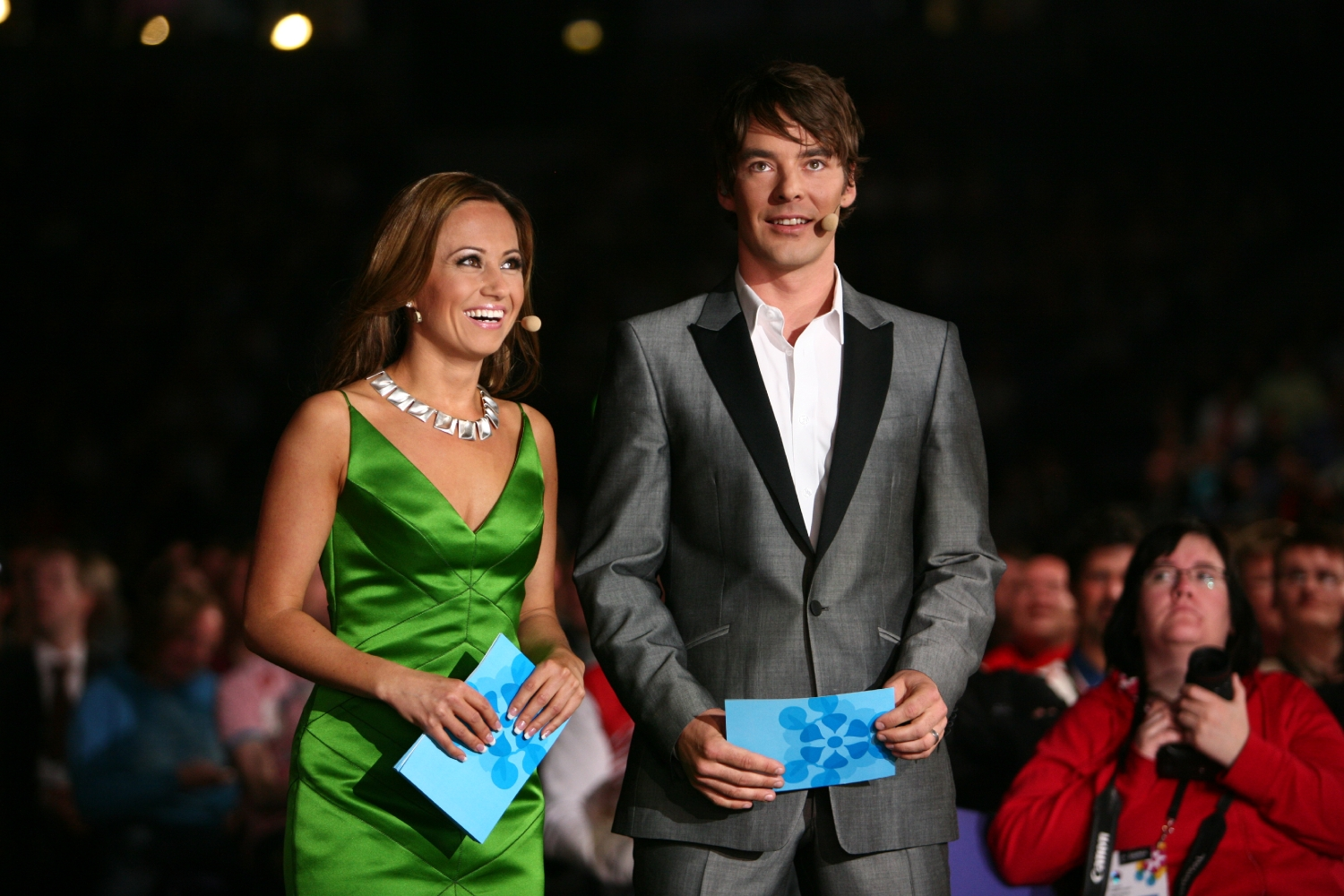
Programledarna för Eurovision Song Contest 2007 var Jaana Pelkonen och Mikko Leppilampi.

Eurovision Song Contest 2007 var den 58:e upplagan av Eurovision Song Contest. Tävlingen sändes från Helsingfors i Finland, sedan bidraget Hard Rock Hallelujah, som framfördes av metalbandet Lordi, vann 2006 års tävling i Aten. Vinnare blev Serbiens bidrag "Molitva" som framfördes av Marija Šerifović.
Semifinalen hölls den 10 maj och finalen hölls den 12 maj. Evenemanget hölls i Hartwall Areena. Det var första gången som Eurovision Song Contest sändes i HDTV i vissa länder, bland annat Sverige, Norge, Tyskland och Finland. Alla länder som tävlade 2006 utom Monaco ställde upp 2007. Österrike och Ungern återvände, Serbien och Montenegro tävlade som enskilda länder och Tjeckien samt Georgien tävlade för första gången. EBU hade från början satt en gräns på 40 deltagare, men slopade regeln på grund av det stora intresset. Därmed kunde 42 länder delta. Schweiz, Serbien, Sverige och Vitryssland sades på förhand ha störst chans att vinna finalen.

## Kritik
Festivalen fick kritik för att samtliga vinnare i semifinalen var östeuropeiska länder, samt för det faktum att de 16 bäst placerade i finalen var östländer (med undantag för Grekland som kom sjua). Som argument för detta har det påståtts att svågerpolitik har spelat roll, att många närliggande "östländer" röstade på varandra. Tävlingschefen Svante Stockselius avfärdade kritiken som osaklig och menade att även de skandinaviska länderna i hög grad röstade på varandra (vilket exempelvis var tydligt i Sveriges fall, då 42 av 51 svenska poäng kom från övriga Norden). Man menar också att Östeuropa satsar mer på promotion och kvalitet än vad de västeuropeiska länderna gör. Efter tävlingen blev Ola Salo, som representerade Sverige, irriterad och kallade tävlingen för en "dyngtävling" (glimten i ögat) och beskyllde Yle för att ha visat bidraget på ett dåligt sätt, då det blev teknisk fel med en kamera som gick sönder och hypnosplattan som Salo gick upp på startade inte och den snurrande effekten uteblev ett långt tag.
Eiríkur Hauksson som representerade Island lovade i protest, efter det att hans melodi inte gick vidare till final, att han aldrig mera skulle tävla i eurovisionssammanhang. Även DJ Bobo som representerade Schweiz bojkottar Eurovisionen.
Kritik riktades även mot Israels bidrag Push the Button framförd av Teapacks, eftersom låten innehöll endast politiska budskap, vilket är strängt förbjudet i ESC. Låten handlar om konflikten mellan Iran och Israel.
Som motvikt mot kritiken om östländernas röstning bör framföras att även västländerna till största del röstade på östländer. Man kan alltså dra slutsatsen att även publiken i väst uppskattade de östliga bidragen mer. Dock röstade östländerna i mycket liten utsträckning på väst, med undantag av Albanien som dock använde sig av en jurygrupp istället för telefonomröstning/sms-röstning som övriga länder hade. Östländerna röstade dock mer på väst i semifinalen än i finalen men på grund av att inga länder från väst gick vidare kunde de inte rösta på dem i finalen.
Kristian Luuk, som hade varit programledare för Melodifestivalen 2007, var kommentator för festivalen, och fick i efterhand kritik av SVT för att ha varit för subjektiv i sina kommentarer och för att ha lekt med en tuta under sändningen. När Andorras bidrag spelades upp under semifinalen tutade han även under själva låten och fick förbud att använda tutan under finalen, vilket han emellertid ignorerade.

### Framtiden
Några dagar efter tävlingen diskuterades det i svenska medier om det borde vara regionala musiktävlingar i ESC, istället för en stor tävling för alla deltagande länder. Detta på grund av att östländerna nästintill totaldominerade tävlingen. Bert Karlsson föreslog regionerna öst, väst, Medelhavet samt Norden med Baltikum och även Christer Björkman tyckte att det vore önskvärt med regionalt förankrade tävlingar, som inte nödvändigtvis resulterade i en större tävling. Shirley Clamp menade att Sverige borde överge ESC, men fortsätta med Melodifestivalen. 

## Omröstningen
Omröstningen bjöd på ordentlig spänning detta år. Ledningen växlade flera gånger mellan Ukraina, Ryssland och Serbien under första halvan av omröstningen, men under andra halvan tog Serbien ledningen och såg ett tag ut att gå iväg som säker segrare, som mest med 37 poängs ledning, då Ukraina började komma ikapp igen på slutet, med endast 14 poängs skillnad upp till Serbien, när två röstomgångar återstod. Serbien höll dock ifrån och vann till sist med 268 poäng före Ukrainas 235 poäng. Bronsplatsen tog Ryssland med 207 poäng.

## Semifinal
Semifinalen sändes 10 maj. De tio markerade bidragen tog sig vidare till finalen.
| Nr | Land          | Artist                            | Sång                         | Översättning | Språk                                    | Placering | Poäng |
| -- | ------------- | --------------------------------- | ---------------------------- | ------------ | ---------------------------------------- | --------- | ----- |
| 1  | Bulgarien     | Elitsa Todorova & Stojan Jankulov | Voda                         | —            | Bulgariska                               | 6         | 146   |
| 2  | Israel        | Teapacks                          | Push The Button              | —            | Engelska, Hebreiska, Franska             | 24        | 17    |
| 3  | Cypern        | Evridiki                          | Comme ci, comme ça           | —            | Franska                                  | 15        | 65    |
| 4  | Vitryssland   | Kaldun                            | Work Your Magic              | —            | Engelska                                 | 4         | 176   |
| 5  | Island        | Eiríkur Hauksson                  | Valentine Lost               | —            | Engelska                                 | 13        | 77    |
| 6  | Georgien      | Sopo Chalvasji                    | Visionary Dream              | —            | Engelska                                 | 8         | 123   |
| 7  | Montenegro    | Stevan Faddy                      | Ajde, kroči                  | —            | Serbiska                                 | 22        | 33    |
| 8  | Schweiz       | DJ Bobo                           | Vampires Are Alive           | —            | Engelska                                 | 20        | 40    |
| 9  | Moldavien     | Natalia Barbu                     | Fight                        | —            | Engelska                                 | 10        | 91    |
| 10 | Nederländerna | Edsilia Rombley                   | On Top of the World          | —            | Engelska                                 | 21        | 38    |
| 11 | Albanien      | Frederik Ndoci & Aida Ndoci       | Hear My Plea                 | —            | Engelska, Albanska                       | 17        | 49    |
| 12 | Danmark       | DQ                                | Drama Queen                  | —            | Engelska                                 | 19        | 45    |
| 13 | Kroatien      | Dragonfly feat. Dado Topić        | Vjerujem u ljubav            | —            | Kroatiska, Engelska                      | 16        | 54    |
| 14 | Polen         | The Jet Set                       | Time To Party                | —            | Engelska                                 | 14        | 75    |
| 15 | Serbien       | Marija Šerifović                  | Molitva                      | —            | Serbiska                                 | 1         | 298   |
| 16 | Tjeckien      | Kabát                             | Malá dáma                    | —            | Tjeckiska                                | 28        | 1     |
| 17 | Portugal      | Sabrina                           | Dança Comigo (vem ser feliz) | —            | Portugisiska, Engelska, Spanska, Franska | 11        | 88    |
| 18 | Makedonien    | Karolina Gočeva                   | Mojot svet                   | —            | Makedonska, Engelska                     | 9         | 97    |
| 19 | Norge         | Guri Schanke                      | Ven a bailar conmigo         | —            | Engelska                                 | 18        | 48    |
| 20 | Malta         | Olivia Lewis                      | Vertigo                      | —            | Engelska                                 | 25        | 15    |
| 21 | Andorra       | Anonymous                         | Salvem el món                | —            | Katalanska, Engelska                     | 12        | 80    |
| 22 | Ungern        | Magdi Rúzsa                       | Unsubstantial Blues          | —            | Engelska                                 | 2         | 224   |
| 23 | Estland       | Gerli Padar                       | Partners In Crime            | —            | Engelska                                 | 22        | 33    |
| 24 | Belgien       | Krazy Mess Groovers               | Love Power                   | —            | Engelska                                 | 26        | 14    |
| 25 | Slovenien     | Alenka Gotar                      | Cvet z Juga                  | —            | Slovenska                                | 7         | 140   |
| 26 | Turkiet       | Kenan Doğulu                      | Shake It Up şekerim          | —            | Engelska                                 | 3         | 197   |
| 27 | Österrike     | Eric Papilaya                     | Get A Life - Get Alive       | —            | Engelska                                 | 27        | 4     |
| 28 | Lettland      | Bonaparti.lv                      | Questa Notte                 | —            | Italienska                               | 5         | 168   |

Det tio länder som kvalificerade sig till finalen avslöjades i följande ordning:
- Vitryssland
- Slovenien
- Georgien
- Serbien
- Turkiet
- Makedonien
- Ungern
- Lettland
- Bulgarien
- Moldavien

## Finalen
Finalen sändes 12 maj. De tio bäst placerade föregående år (Q) och de fyra stora (4Q) - Frankrike, Spanien, Storbritannien och Tyskland - var direktkvalificerade. Resterande tio bidrag kvalificerade sig via semifinalen (SF). 
| Nr | Land                    | Artist                            | Sång                       | Översättning | Språk                                                   | Placering | Poäng | Kval. |
| -- | ----------------------- | --------------------------------- | -------------------------- | ------------ | ------------------------------------------------------- | --------- | ----- | ----- |
| 1  | Bosnien och Hercegovina | Marija Šestić                     | Rijeka bez imena           | —            | Bosniska                                                | 11        | 106   | Q     |
| 2  | Spanien                 | D'NASH                            | I Love You Mi Vida         | —            | Spanska, engelska                                       | 20        | 43    | 4Q    |
| 3  | Vitryssland             | Kaldun                            | Work Your Magic            | —            | Engelska                                                | 6         | 145   | SF    |
| 4  | Irland                  | Dervish                           | They Can't Stop the Spring | —            | Engelska                                                | 24        | 5     | Q     |
| 5  | Finland                 | Hanna Pakarinen                   | Leave Me Alone             | —            | Engelska                                                | 17        | 53    | Q     |
| 6  | Makedonien              | Karolina Gočeva                   | Mojot svet                 | —            | Makedonska                                              | 14        | 73    | SF    |
| 7  | Slovenien               | Alenka Gotar                      | Cvet z Juga                | —            | Slovenska                                               | 15        | 66    | SF    |
| 8  | Ungern                  | Magdi Rúzsa                       | Unsubstantial Blues        | —            | Engelska                                                | 9         | 128   | SF    |
| 9  | Litauen                 | 4Fun                              | Love Or Leave              | —            | Engelska                                                | 21        | 28    | Q     |
| 10 | Grekland                | Sarbel                            | Yassou Maria               | —            | Engelska, grekiska                                      | 7         | 139   | Q     |
| 11 | Georgien                | Sopo Chalvasji                    | Visionary Dream            | —            | Engelska                                                | 12        | 97    | SF    |
| 12 | Sverige                 | The Ark                           | The Worrying Kind          | —            | Engelska                                                | 18        | 51    | Q     |
| 13 | Frankrike               | Les Fatals Picards                | L'amour à la française     | —            | Engelska, franska (Franglais)                           | 22        | 19    | 4Q    |
| 14 | Lettland                | Bonaparti.lv                      | Questa Notte               | —            | Italienska                                              | 16        | 54    | SF    |
| 15 | Ryssland                | Serebro                           | Song #1                    | —            | Engelska                                                | 3         | 207   | Q     |
| 16 | Tyskland                | Roger Cicero                      | Frauen regier'n die Welt   | —            | Tyska                                                   | 19        | 49    | 4Q    |
| 17 | Serbien                 | Marija Šerifović                  | Molitva                    | —            | Serbiska                                                | 1         | 268   | SF    |
| 18 | Ukraina                 | Verka Serdjutjka                  | Dancing Lasha Tumbai       | —            | Engelska, ukrainska, tyska                              | 2         | 235   | Q     |
| 19 | Storbritannien          | Scooch                            | Flying the Flag (for You)  | —            | Engelska                                                | 22        | 19    | 4Q    |
| 20 | Rumänien                | Todomondo                         | Liubi, Liubi, I Love You   | —            | Rumänska, engelska, spanska, italienska, ryska, franska | 13        | 84    | Q     |
| 21 | Bulgarien               | Elitsa Todorova & Stojan Jankulov | Voda                       | —            | Bulgariska                                              | 5         | 157   | SF    |
| 22 | Turkiet                 | Kenan Doğulu                      | Shake It Up şekerim        | —            | Engelska                                                | 4         | 163   | SF    |
| 23 | Armenien                | Hayko                             | Anytime You Need           | —            | Engelska, armeniska                                     | 8         | 138   | Q     |
| 24 | Moldavien               | Natalia Barbu                     | Fight                      | —            | Engelska                                                | 10        | 109   | SF    |

## Resultatlista

### Semifinalen
|             |               | Televoting Resultat | Televoting Resultat | Televoting Resultat | Televoting Resultat | Televoting Resultat | Televoting Resultat | Televoting Resultat | Televoting Resultat | Televoting Resultat | Televoting Resultat | Televoting Resultat | Televoting Resultat    | Televoting Resultat | Televoting Resultat | Televoting Resultat | Televoting Resultat | Televoting Resultat | Televoting Resultat | Televoting Resultat | Televoting Resultat | Televoting Resultat | Televoting Resultat | Televoting Resultat | Televoting Resultat | Televoting Resultat | Televoting Resultat | Televoting Resultat | Televoting Resultat | Televoting Resultat | Televoting Resultat | Televoting Resultat | Televoting Resultat | Televoting Resultat | Televoting Resultat | Televoting Resultat | Televoting Resultat | Televoting Resultat | Televoting Resultat | Televoting Resultat | Televoting Resultat | Televoting Resultat | Televoting Resultat | Televoting Resultat |
| Total Score | Montenegro    | Belarus             | Armenia             | Andorra             | Austria             | France              | Denmark             | Greece              | Spain               | Serbia              | Finland             | Turkey              | Bosnia and Herzegovina | Belgium             | Portugal            | Albania             | Romania             | Cyprus              | Croatia             | Slovenia            | Israel              | Germany             | Lithuania           | Norway              | Switzerland         | Czech Republic      | Netherlands         | Ireland             | Malta               | Estonia             | Georgia             | Bulgaria            | Sweden              | Ukraine             | Russia              | Latvia              | Iceland             | Poland              | Moldova             | United Kingdom      | Macedonia           | Hungary             |                     |                     |
| ----------- | ------------- | ------------------- | ------------------- | ------------------- | ------------------- | ------------------- | ------------------- | ------------------- | ------------------- | ------------------- | ------------------- | ------------------- | ---------------------- | ------------------- | ------------------- | ------------------- | ------------------- | ------------------- | ------------------- | ------------------- | ------------------- | ------------------- | ------------------- | ------------------- | ------------------- | ------------------- | ------------------- | ------------------- | ------------------- | ------------------- | ------------------- | ------------------- | ------------------- | ------------------- | ------------------- | ------------------- | ------------------- | ------------------- | ------------------- | ------------------- | ------------------- | ------------------- | ------------------- | ------------------- |
| Deltagare   | Bulgarien     | 146                 | 5                   |                     | 1                   |                     | 6                   | 8                   |                     | 10                  | 10                  | 5                   | 2                      | 12                  | 3                   | 2                   | 5                   | 1                   | 1                   | 12                  | 6                   | 3                   | 6                   | 4                   |                     |                     |                     | 10                  |                     |                     | 3                   |                     | 3                   |                     |                     | 2                   |                     |                     |                     |                     | 5                   | 6                   | 7                   | 8                   |
| Deltagare   | Israel        | 17                  |                     |                     |                     |                     |                     | 6                   |                     |                     |                     |                     |                        |                     |                     |                     |                     |                     |                     |                     |                     |                     |                     |                     | 4                   |                     |                     | 2                   |                     |                     |                     | 3                   |                     |                     |                     |                     | 1                   |                     | 1                   |                     |                     |                     |                     |                     |
| Deltagare   | Cypern        | 65                  |                     |                     | 4                   |                     |                     | 5                   |                     | 12                  |                     |                     |                        |                     |                     | 5                   |                     | 8                   | 7                   |                     |                     |                     | 4                   | 3                   |                     |                     |                     |                     |                     |                     |                     |                     |                     | 7                   |                     |                     |                     |                     |                     |                     |                     | 10                  |                     |                     |
| Deltagare   | Vitryssland   | 176                 | 4                   |                     | 12                  |                     |                     |                     | 1                   | 7                   |                     | 4                   |                        | 5                   | 2                   |                     | 1                   | 4                   | 3                   | 10                  |                     |                     | 12                  |                     | 10                  | 3                   |                     | 5                   |                     | 6                   | 7                   | 7                   | 4                   | 6                   | 3                   | 12                  | 12                  | 10                  | 4                   | 4                   | 12                  |                     | 4                   | 2                   |
| Deltagare   | Island        | 77                  |                     | 3                   |                     |                     |                     |                     | 10                  |                     |                     |                     | 12                     |                     |                     |                     |                     |                     |                     |                     |                     |                     |                     |                     | 5                   | 12                  |                     |                     |                     |                     |                     | 6                   | 1                   |                     | 12                  |                     |                     | 6                   |                     |                     |                     |                     |                     | 10                  |
| Deltagare   |               |                     |                     |                     |                     |                     |                     |                     |                     |                     |                     |                     |                        |                     |                     |                     |                     |                     |                     |                     |                     |                     |                     |                     |                     |                     |                     |                     |                     |                     |                     |                     |                     |                     |                     |                     |                     |                     |                     |                     |                     |                     |                     |                     |
| Deltagare   | Georgien      | 123                 |                     | 8                   | 8                   |                     |                     | 4                   |                     | 6                   | 3                   |                     | 4                      | 10                  |                     | 1                   |                     |                     |                     | 7                   |                     |                     | 8                   |                     | 8                   |                     |                     |                     | 5                   |                     |                     | 10                  |                     | 3                   |                     | 10                  | 10                  | 7                   |                     | 3                   | 8                   |                     |                     |                     |
| Deltagare   | Montenegro    | 33                  |                     |                     |                     |                     |                     |                     |                     |                     |                     | 8                   |                        |                     | 5                   |                     |                     | 7                   |                     |                     | 5                   | 5                   |                     |                     |                     |                     |                     |                     |                     |                     |                     |                     |                     |                     |                     |                     |                     |                     |                     |                     |                     |                     | 3                   |                     |
| Deltagare   | Schweiz       | 40                  |                     |                     |                     | 6                   |                     |                     | 3                   | 2                   |                     |                     |                        |                     |                     |                     |                     |                     |                     | 2                   | 1                   | 2                   |                     | 8                   |                     |                     |                     |                     |                     |                     | 10                  | 2                   |                     |                     |                     |                     |                     | 4                   |                     |                     |                     |                     |                     |                     |
| Deltagare   | Moldavien     | 91                  |                     | 12                  | 7                   |                     |                     |                     |                     | 3                   | 6                   |                     |                        | 8                   |                     |                     | 12                  |                     | 12                  | 6                   |                     |                     | 3                   |                     |                     |                     |                     |                     |                     | 2                   |                     |                     | 7                   | 1                   |                     | 6                   | 6                   |                     |                     |                     |                     |                     |                     |                     |
| Deltagare   | Nederländerna | 38                  |                     |                     |                     | 5                   |                     |                     | 4                   |                     |                     |                     |                        |                     |                     | 10                  | 3                   |                     |                     |                     |                     |                     | 1                   |                     |                     | 1                   | 1                   |                     |                     |                     | 8                   |                     |                     |                     |                     |                     |                     |                     |                     |                     |                     |                     |                     | 5                   |
| Deltagare   |               |                     |                     |                     |                     |                     |                     |                     |                     |                     |                     |                     |                        |                     |                     |                     |                     |                     |                     |                     |                     |                     |                     |                     |                     |                     |                     |                     |                     |                     |                     |                     |                     |                     |                     |                     |                     |                     |                     |                     |                     |                     |                     |                     |
| Deltagare   | Albanien      | 49                  | 6                   |                     |                     |                     | 3                   |                     |                     | 8                   |                     |                     |                        | 4                   | 4                   |                     |                     |                     |                     |                     | 3                   |                     |                     | 1                   |                     |                     | 7                   |                     |                     |                     |                     |                     |                     | 2                   |                     |                     |                     |                     |                     |                     |                     | 1                   | 10                  |                     |
| Deltagare   | Danmark       | 45                  |                     |                     |                     | 2                   |                     |                     |                     |                     |                     | 3                   |                        |                     |                     |                     |                     |                     |                     |                     |                     |                     | 5                   |                     |                     | 4                   |                     |                     | 1                   | 5                   | 6                   |                     |                     |                     | 4                   |                     |                     |                     | 8                   |                     |                     | 7                   |                     |                     |
| Deltagare   | Kroatien      | 54                  | 7                   |                     |                     |                     | 7                   |                     |                     |                     |                     | 6                   |                        |                     | 10                  |                     |                     | 3                   |                     |                     |                     | 8                   |                     | 2                   |                     |                     | 5                   |                     |                     |                     |                     |                     |                     |                     |                     |                     |                     |                     |                     |                     |                     |                     | 6                   |                     |
| Deltagare   | Polen         | 75                  | 1                   | 5                   | 5                   | 10                  | 4                   | 3                   | 2                   |                     |                     | 2                   |                        |                     |                     |                     |                     |                     |                     | 3                   |                     |                     |                     | 5                   | 3                   |                     |                     |                     |                     | 10                  |                     |                     | 6                   |                     |                     | 5                   |                     | 1                   | 2                   |                     |                     | 3                   | 2                   | 3                   |
| Deltagare   | Serbien       | 298                 | 12                  | 10                  | 10                  |                     | 12                  | 7                   | 6                   | 5                   | 5                   |                     | 8                      |                     | 12                  | 4                   | 4                   | 2                   | 6                   | 8                   | 12                  | 12                  | 7                   | 10                  | 1                   | 8                   | 12                  | 12                  | 10                  | 8                   | 1                   |                     | 8                   | 8                   | 10                  | 8                   | 8                   | 2                   | 10                  | 5                   | 6                   | 5                   | 12                  | 12                  |
| Deltagare   |               |                     |                     |                     |                     |                     |                     |                     |                     |                     |                     |                     |                        |                     |                     |                     |                     |                     |                     |                     |                     |                     |                     |                     |                     |                     |                     |                     |                     |                     |                     |                     |                     |                     |                     |                     |                     |                     |                     |                     |                     |                     |                     |                     |
| Deltagare   | Tjeckien      | 1                   |                     |                     |                     |                     |                     |                     |                     |                     |                     |                     |                        |                     |                     |                     |                     |                     |                     |                     |                     |                     |                     |                     |                     |                     |                     |                     |                     |                     |                     | 1                   |                     |                     |                     |                     |                     |                     |                     |                     |                     |                     |                     |                     |
| Deltagare   | Portugal      | 88                  |                     | 7                   | 6                   | 12                  |                     | 10                  |                     |                     | 8                   | 1                   |                        |                     |                     | 3                   |                     |                     |                     | 1                   |                     | 1                   |                     | 7                   |                     |                     | 8                   |                     | 4                   |                     |                     |                     |                     |                     |                     |                     |                     | 3                   |                     | 10                  | 7                   |                     |                     |                     |
| Deltagare   | Makedonien    | 97                  | 10                  |                     |                     |                     | 5                   |                     |                     |                     |                     | 10                  |                        | 6                   | 7                   |                     |                     | 10                  | 2                   |                     | 8                   | 10                  |                     |                     |                     |                     | 6                   | 6                   |                     |                     |                     |                     |                     | 12                  | 5                   |                     |                     |                     |                     |                     |                     |                     |                     |                     |
| Deltagare   | Norge         | 48                  | 2                   |                     | 3                   | 3                   |                     |                     | 7                   |                     | 4                   |                     | 1                      |                     |                     |                     | 2                   |                     |                     |                     |                     |                     |                     |                     |                     |                     |                     |                     | 3                   |                     | 2                   | 4                   |                     |                     | 6                   |                     |                     |                     | 7                   | 2                   | 1                   |                     |                     | 1                   |
| Deltagare   | Malta         | 15                  |                     |                     |                     |                     |                     |                     |                     |                     |                     |                     |                        | 7                   |                     |                     |                     | 6                   |                     |                     |                     |                     |                     |                     |                     |                     |                     |                     |                     |                     |                     |                     |                     |                     |                     |                     |                     |                     |                     |                     |                     | 2                   |                     |                     |
| Deltagare   |               |                     |                     |                     |                     |                     |                     |                     |                     |                     |                     |                     |                        |                     |                     |                     |                     |                     |                     |                     |                     |                     |                     |                     |                     |                     |                     |                     |                     |                     |                     |                     |                     |                     |                     |                     |                     |                     |                     |                     |                     |                     |                     |                     |
| Deltagare   | Andorra       | 80                  |                     | 4                   |                     |                     |                     |                     |                     | 4                   | 12                  |                     | 5                      | 2                   |                     |                     | 6                   |                     |                     |                     | 2                   | 4                   | 2                   |                     | 2                   | 2                   |                     | 7                   |                     | 4                   |                     | 5                   |                     |                     | 2                   |                     | 4                   |                     | 6                   | 6                   |                     |                     | 1                   |                     |
| Deltagare   | Ungern        | 224                 |                     | 1                   |                     | 4                   | 8                   | 2                   | 12                  |                     | 1                   | 12                  | 10                     | 1                   | 1                   | 7                   | 10                  | 5                   | 10                  | 4                   | 7                   | 6                   |                     | 6                   | 7                   | 10                  | 4                   | 8                   | 8                   | 7                   | 4                   | 8                   | 10                  | 4                   | 8                   | 4                   | 3                   | 8                   | 12                  | 8                   |                     | 4                   |                     |                     |
| Deltagare   | Estland       | 33                  |                     |                     |                     |                     |                     |                     |                     |                     |                     |                     | 6                      |                     |                     |                     |                     |                     |                     |                     |                     |                     |                     |                     | 6                   |                     |                     |                     |                     | 3                   |                     |                     | 2                   |                     |                     |                     |                     | 12                  |                     |                     | 4                   |                     |                     |                     |
| Deltagare   | Belgien       | 14                  |                     |                     |                     |                     |                     |                     |                     |                     |                     |                     |                        |                     |                     |                     |                     |                     |                     |                     |                     |                     |                     |                     |                     |                     |                     |                     | 2                   |                     |                     |                     | 12                  |                     |                     |                     |                     |                     |                     |                     |                     |                     |                     |                     |
| Deltagare   | Slovenien     | 140                 | 8                   | 6                   |                     | 8                   | 2                   | 1                   |                     |                     | 7                   | 7                   |                        | 3                   | 6                   | 6                   | 7                   |                     | 4                   |                     | 10                  |                     |                     |                     |                     | 5                   |                     | 4                   | 6                   | 1                   | 5                   |                     |                     | 5                   |                     | 7                   | 5                   | 5                   |                     | 7                   | 3                   |                     | 5                   | 7                   |
| Deltagare   |               |                     |                     |                     |                     |                     |                     |                     |                     |                     |                     |                     |                        |                     |                     |                     |                     |                     |                     |                     |                     |                     |                     |                     |                     |                     |                     |                     |                     |                     |                     |                     |                     |                     |                     |                     |                     |                     |                     |                     |                     |                     |                     |                     |
| Deltagare   | Turkiet       | 197                 | 3                   |                     | 2                   | 7                   | 10                  | 12                  | 8                   |                     | 2                   |                     | 7                      |                     | 8                   | 12                  |                     | 12                  | 8                   |                     |                     |                     |                     | 12                  |                     | 6                   | 10                  | 1                   | 12                  |                     |                     |                     |                     | 10                  | 7                   | 1                   | 7                   |                     | 3                   | 1                   | 10                  | 12                  | 8                   | 6                   |
| Deltagare   | Österrike     | 4                   |                     |                     |                     | 1                   |                     |                     |                     |                     |                     |                     |                        |                     |                     |                     |                     |                     |                     |                     |                     |                     |                     |                     |                     |                     | 3                   |                     |                     |                     |                     |                     |                     |                     |                     |                     |                     |                     |                     |                     |                     |                     |                     |                     |
| Deltagare   | Lettland      | 168                 |                     | 2                   |                     |                     | 1                   |                     | 5                   | 1                   |                     |                     | 3                      |                     |                     | 8                   | 8                   |                     | 5                   | 5                   | 4                   | 7                   | 10                  |                     | 12                  | 7                   | 2                   | 3                   | 7                   | 12                  | 12                  | 12                  | 5                   |                     | 1                   | 3                   | 2                   |                     | 5                   | 12                  | 2                   | 8                   |                     | 4                   |

### Finalen
|             |                       | Televoting Resultat (Jury i Albanien & Andorra) | Televoting Resultat (Jury i Albanien & Andorra) | Televoting Resultat (Jury i Albanien & Andorra) | Televoting Resultat (Jury i Albanien & Andorra) | Televoting Resultat (Jury i Albanien & Andorra) | Televoting Resultat (Jury i Albanien & Andorra) | Televoting Resultat (Jury i Albanien & Andorra) | Televoting Resultat (Jury i Albanien & Andorra) | Televoting Resultat (Jury i Albanien & Andorra) | Televoting Resultat (Jury i Albanien & Andorra) | Televoting Resultat (Jury i Albanien & Andorra) | Televoting Resultat (Jury i Albanien & Andorra) | Televoting Resultat (Jury i Albanien & Andorra) | Televoting Resultat (Jury i Albanien & Andorra) | Televoting Resultat (Jury i Albanien & Andorra) | Televoting Resultat (Jury i Albanien & Andorra) | Televoting Resultat (Jury i Albanien & Andorra) | Televoting Resultat (Jury i Albanien & Andorra) | Televoting Resultat (Jury i Albanien & Andorra) | Televoting Resultat (Jury i Albanien & Andorra) | Televoting Resultat (Jury i Albanien & Andorra) | Televoting Resultat (Jury i Albanien & Andorra) | Televoting Resultat (Jury i Albanien & Andorra) | Televoting Resultat (Jury i Albanien & Andorra) | Televoting Resultat (Jury i Albanien & Andorra) | Televoting Resultat (Jury i Albanien & Andorra) | Televoting Resultat (Jury i Albanien & Andorra) | Televoting Resultat (Jury i Albanien & Andorra) | Televoting Resultat (Jury i Albanien & Andorra) | Televoting Resultat (Jury i Albanien & Andorra) | Televoting Resultat (Jury i Albanien & Andorra) | Televoting Resultat (Jury i Albanien & Andorra) | Televoting Resultat (Jury i Albanien & Andorra) | Televoting Resultat (Jury i Albanien & Andorra) | Televoting Resultat (Jury i Albanien & Andorra) | Televoting Resultat (Jury i Albanien & Andorra) | Televoting Resultat (Jury i Albanien & Andorra) | Televoting Resultat (Jury i Albanien & Andorra) | Televoting Resultat (Jury i Albanien & Andorra) | Televoting Resultat (Jury i Albanien & Andorra) | Televoting Resultat (Jury i Albanien & Andorra) | Televoting Resultat (Jury i Albanien & Andorra) | Televoting Resultat (Jury i Albanien & Andorra) |
| Total Score | Montenegro            | Belarus                                         | Armenia                                         | Andorra                                         | Austria                                         | France                                          | Denmark                                         | Greece                                          | Spain                                           | Serbia                                          | Finland                                         | Turkey                                          | Bosnia and Herzegovina                          | Belgium                                         | Portugal                                        | Albania                                         | Romania                                         | Cyprus                                          | Croatia                                         | Slovenia                                        | Israel                                          | Germany                                         | Lithuania                                       | Norway                                          | Switzerland                                     | Czech Republic                                  | Netherlands                                     | Ireland                                         | Malta                                           | Estonia                                         | Georgia                                         | Bulgaria                                        | Sweden                                          | Ukraine                                         | Russia                                          | Latvia                                          | Iceland                                         | Poland                                          | Moldova                                         | United Kingdom                                  | Macedonia                                       | Hungary                                         |                                                 |                                                 |
| ----------- | --------------------- | ----------------------------------------------- | ----------------------------------------------- | ----------------------------------------------- | ----------------------------------------------- | ----------------------------------------------- | ----------------------------------------------- | ----------------------------------------------- | ----------------------------------------------- | ----------------------------------------------- | ----------------------------------------------- | ----------------------------------------------- | ----------------------------------------------- | ----------------------------------------------- | ----------------------------------------------- | ----------------------------------------------- | ----------------------------------------------- | ----------------------------------------------- | ----------------------------------------------- | ----------------------------------------------- | ----------------------------------------------- | ----------------------------------------------- | ----------------------------------------------- | ----------------------------------------------- | ----------------------------------------------- | ----------------------------------------------- | ----------------------------------------------- | ----------------------------------------------- | ----------------------------------------------- | ----------------------------------------------- | ----------------------------------------------- | ----------------------------------------------- | ----------------------------------------------- | ----------------------------------------------- | ----------------------------------------------- | ----------------------------------------------- | ----------------------------------------------- | ----------------------------------------------- | ----------------------------------------------- | ----------------------------------------------- | ----------------------------------------------- | ----------------------------------------------- | ----------------------------------------------- | ----------------------------------------------- |
| Contestants | Bosnien & Hercegovina | 106                                             | 7                                               |                                                 | 1                                               |                                                 | 8                                               | 1                                               | 7                                               |                                                 |                                                 | 8                                               |                                                 | 10                                              |                                                 |                                                 |                                                 | 8                                               |                                                 |                                                 | 10                                              | 8                                               |                                                 | 3                                               |                                                 | 6                                               | 8                                               | 4                                               | 7                                               |                                                 |                                                 |                                                 |                                                 |                                                 | 6                                               |                                                 |                                                 |                                                 |                                                 |                                                 |                                                 |                                                 | 4                                               |                                                 |
| Contestants | Spanien               | 43                                              | 4                                               |                                                 |                                                 |                                                 |                                                 | 6                                               |                                                 | 1                                               |                                                 |                                                 |                                                 |                                                 |                                                 | 3                                               | 8                                               | 12                                              |                                                 |                                                 |                                                 |                                                 | 2                                               |                                                 |                                                 |                                                 | 5                                               |                                                 |                                                 |                                                 | 2                                               |                                                 |                                                 |                                                 |                                                 |                                                 |                                                 |                                                 |                                                 |                                                 |                                                 |                                                 |                                                 |                                                 |
| Contestants | Vitryssland           | 145                                             | 3                                               |                                                 | 10                                              |                                                 |                                                 |                                                 |                                                 | 5                                               |                                                 | 2                                               |                                                 |                                                 | 4                                               |                                                 | 1                                               | 2                                               | 1                                               | 6                                               |                                                 |                                                 | 12                                              |                                                 | 7                                               |                                                 |                                                 | 2                                               |                                                 |                                                 | 10                                              | 7                                               | 8                                               | 1                                               |                                                 | 12                                              | 12                                              | 8                                               | 4                                               | 7                                               | 10                                              |                                                 | 7                                               | 4                                               |
| Contestants | Irland                | 5                                               |                                                 |                                                 |                                                 |                                                 |                                                 |                                                 |                                                 |                                                 |                                                 |                                                 |                                                 |                                                 |                                                 |                                                 |                                                 | 5                                               |                                                 |                                                 |                                                 |                                                 |                                                 |                                                 |                                                 |                                                 |                                                 |                                                 |                                                 |                                                 |                                                 |                                                 |                                                 |                                                 |                                                 |                                                 |                                                 |                                                 |                                                 |                                                 |                                                 |                                                 |                                                 |                                                 |
| Contestants | Finland               | 53                                              |                                                 | 1                                               |                                                 | 7                                               |                                                 |                                                 | 4                                               |                                                 |                                                 |                                                 |                                                 |                                                 |                                                 |                                                 |                                                 |                                                 |                                                 |                                                 |                                                 |                                                 |                                                 | 1                                               | 5                                               | 4                                               | 1                                               |                                                 |                                                 |                                                 |                                                 | 6                                               |                                                 |                                                 | 12                                              |                                                 |                                                 |                                                 | 12                                              |                                                 |                                                 |                                                 |                                                 |                                                 |
| Contestants |                       |                                                 |                                                 |                                                 |                                                 |                                                 |                                                 |                                                 |                                                 |                                                 |                                                 |                                                 |                                                 |                                                 |                                                 |                                                 |                                                 |                                                 |                                                 |                                                 |                                                 |                                                 |                                                 |                                                 |                                                 |                                                 |                                                 |                                                 |                                                 |                                                 |                                                 |                                                 |                                                 |                                                 |                                                 |                                                 |                                                 |                                                 |                                                 |                                                 |                                                 |                                                 |                                                 |                                                 |
| Contestants | Makedonien            | 73                                              | 10                                              |                                                 |                                                 |                                                 | 1                                               |                                                 |                                                 |                                                 |                                                 | 10                                              |                                                 | 1                                               | 8                                               |                                                 |                                                 | 3                                               |                                                 |                                                 | 8                                               | 10                                              |                                                 |                                                 |                                                 |                                                 | 6                                               | 5                                               |                                                 |                                                 |                                                 |                                                 | 1                                               | 10                                              |                                                 |                                                 |                                                 |                                                 |                                                 |                                                 |                                                 |                                                 |                                                 |                                                 |
| Contestants | Slovenien             | 66                                              | 8                                               | 4                                               |                                                 |                                                 |                                                 |                                                 |                                                 |                                                 | 3                                               | 5                                               |                                                 |                                                 | 7                                               | 2                                               | 3                                               |                                                 |                                                 |                                                 | 7                                               |                                                 |                                                 |                                                 | 1                                               |                                                 |                                                 |                                                 |                                                 |                                                 | 5                                               |                                                 |                                                 |                                                 |                                                 | 4                                               | 3                                               | 4                                               |                                                 | 4                                               |                                                 |                                                 | 6                                               |                                                 |
| Contestants | Ungern                | 128                                             |                                                 |                                                 |                                                 | 6                                               | 2                                               |                                                 | 8                                               |                                                 |                                                 | 12                                              | 10                                              |                                                 |                                                 | 5                                               | 2                                               |                                                 | 8                                               |                                                 | 4                                               | 5                                               |                                                 | 7                                               | 4                                               | 8                                               | 3                                               |                                                 | 4                                               | 5                                               | 1                                               | 4                                               | 5                                               |                                                 | 8                                               |                                                 |                                                 | 5                                               | 8                                               | 2                                               |                                                 | 2                                               |                                                 |                                                 |
| Contestants | Litauen               | 28                                              |                                                 | 2                                               |                                                 | 1                                               |                                                 |                                                 |                                                 |                                                 |                                                 |                                                 |                                                 |                                                 |                                                 |                                                 |                                                 |                                                 |                                                 |                                                 |                                                 |                                                 |                                                 |                                                 |                                                 |                                                 |                                                 |                                                 |                                                 | 12                                              |                                                 |                                                 |                                                 |                                                 |                                                 |                                                 |                                                 | 10                                              |                                                 |                                                 |                                                 | 3                                               |                                                 |                                                 |
| Contestants | Grekland              | 139                                             |                                                 | 3                                               | 8                                               |                                                 |                                                 | 3                                               | 1                                               |                                                 | 2                                               | 4                                               |                                                 | 4                                               | 3                                               | 8                                               |                                                 | 7                                               | 10                                              | 12                                              |                                                 |                                                 | 1                                               | 10                                              |                                                 |                                                 | 4                                               | 3                                               | 5                                               |                                                 |                                                 |                                                 | 4                                               | 12                                              | 4                                               |                                                 |                                                 |                                                 | 5                                               |                                                 | 6                                               | 10                                              | 3                                               | 7                                               |
| Contestants |                       |                                                 |                                                 |                                                 |                                                 |                                                 |                                                 |                                                 |                                                 |                                                 |                                                 |                                                 |                                                 |                                                 |                                                 |                                                 |                                                 |                                                 |                                                 |                                                 |                                                 |                                                 |                                                 |                                                 |                                                 |                                                 |                                                 |                                                 |                                                 |                                                 |                                                 |                                                 |                                                 |                                                 |                                                 |                                                 |                                                 |                                                 |                                                 |                                                 |                                                 |                                                 |                                                 |                                                 |
| Contestants | Georgien              | 97                                              |                                                 | 6                                               | 5                                               |                                                 |                                                 |                                                 |                                                 | 3                                               |                                                 |                                                 | 7                                               | 5                                               | 1                                               | 6                                               |                                                 |                                                 |                                                 | 1                                               | 2                                               | 2                                               | 6                                               |                                                 | 12                                              |                                                 |                                                 | 1                                               | 2                                               | 1                                               |                                                 | 5                                               |                                                 |                                                 |                                                 | 8                                               | 7                                               | 6                                               |                                                 | 5                                               | 4                                               |                                                 |                                                 | 2                                               |
| Contestants | Sverige               | 51                                              |                                                 |                                                 |                                                 | 2                                               |                                                 |                                                 | 12                                              |                                                 |                                                 |                                                 | 8                                               |                                                 |                                                 |                                                 |                                                 |                                                 |                                                 |                                                 |                                                 |                                                 |                                                 |                                                 |                                                 | 12                                              |                                                 |                                                 |                                                 |                                                 |                                                 |                                                 |                                                 |                                                 |                                                 |                                                 |                                                 |                                                 | 10                                              |                                                 |                                                 | 7                                               |                                                 |                                                 |
| Contestants | Frankrike             | 19                                              |                                                 |                                                 | 2                                               | 8                                               |                                                 |                                                 |                                                 |                                                 |                                                 |                                                 |                                                 |                                                 |                                                 |                                                 |                                                 | 4                                               |                                                 |                                                 |                                                 |                                                 |                                                 |                                                 | 3                                               |                                                 |                                                 |                                                 |                                                 |                                                 |                                                 | 2                                               |                                                 |                                                 |                                                 |                                                 |                                                 |                                                 |                                                 |                                                 |                                                 |                                                 |                                                 |                                                 |
| Contestants | Lettland              | 54                                              |                                                 |                                                 |                                                 |                                                 |                                                 |                                                 |                                                 |                                                 |                                                 |                                                 |                                                 |                                                 |                                                 |                                                 |                                                 |                                                 | 2                                               |                                                 | 1                                               | 6                                               |                                                 |                                                 | 10                                              | 3                                               |                                                 |                                                 | 3                                               | 10                                              | 4                                               | 10                                              |                                                 |                                                 |                                                 |                                                 |                                                 |                                                 |                                                 | 1                                               |                                                 | 4                                               |                                                 |                                                 |
| Contestants | Ryssland              | 207                                             | 6                                               | 12                                              | 12                                              | 3                                               |                                                 | 2                                               | 2                                               | 8                                               | 4                                               | 7                                               | 3                                               | 8                                               | 2                                               |                                                 | 4                                               |                                                 | 3                                               | 7                                               | 3                                               | 3                                               | 8                                               | 6                                               | 6                                               | 5                                               |                                                 | 6                                               |                                                 | 6                                               | 6                                               | 12                                              | 7                                               | 5                                               | 5                                               | 10                                              |                                                 | 7                                               | 1                                               | 3                                               | 8                                               | 6                                               | 5                                               | 6                                               |
| Contestants |                       |                                                 |                                                 |                                                 |                                                 |                                                 |                                                 |                                                 |                                                 |                                                 |                                                 |                                                 |                                                 |                                                 |                                                 |                                                 |                                                 |                                                 |                                                 |                                                 |                                                 |                                                 |                                                 |                                                 |                                                 |                                                 |                                                 |                                                 |                                                 |                                                 |                                                 |                                                 |                                                 |                                                 |                                                 |                                                 |                                                 |                                                 |                                                 |                                                 |                                                 |                                                 |                                                 |                                                 |
| Contestants | Tyskland              | 49                                              |                                                 |                                                 |                                                 | 5                                               | 7                                               |                                                 | 5                                               |                                                 | 5                                               |                                                 | 1                                               |                                                 |                                                 |                                                 |                                                 | 6                                               |                                                 |                                                 |                                                 |                                                 |                                                 |                                                 |                                                 |                                                 | 7                                               |                                                 | 6                                               |                                                 |                                                 | 3                                               |                                                 |                                                 | 1                                               |                                                 |                                                 |                                                 | 2                                               |                                                 |                                                 | 1                                               |                                                 |                                                 |
| Contestants | Serbien               | 268                                             | 12                                              | 7                                               | 7                                               |                                                 | 12                                              | 8                                               | 6                                               | 4                                               | 1                                               |                                                 | 12                                              |                                                 | 12                                              | 7                                               | 5                                               | 1                                               | 6                                               | 3                                               | 12                                              | 12                                              | 3                                               | 8                                               |                                                 | 10                                              | 12                                              | 8                                               | 8                                               | 4                                               | 8                                               |                                                 | 6                                               | 6                                               | 10                                              | 6                                               | 5                                               | 3                                               | 7                                               | 8                                               | 5                                               |                                                 | 12                                              | 12                                              |
| Contestants | Ukraina               | 235                                             | 2                                               | 10                                              | 6                                               | 12                                              | 4                                               | 4                                               | 3                                               | 7                                               | 7                                               | 3                                               | 6                                               | 3                                               | 5                                               | 1                                               | 12                                              |                                                 | 4                                               | 4                                               | 5                                               | 4                                               | 10                                              | 5                                               | 8                                               | 2                                               | 2                                               | 12                                              | 1                                               | 8                                               | 3                                               | 8                                               | 10                                              | 3                                               | 3                                               |                                                 | 8                                               | 12                                              | 6                                               | 12                                              | 7                                               | 8                                               | 2                                               | 3                                               |
| Contestants | Storbritannien        | 19                                              |                                                 |                                                 |                                                 |                                                 |                                                 |                                                 |                                                 |                                                 |                                                 |                                                 |                                                 |                                                 |                                                 |                                                 |                                                 |                                                 |                                                 |                                                 |                                                 |                                                 |                                                 |                                                 |                                                 |                                                 |                                                 |                                                 |                                                 | 7                                               | 12                                              |                                                 |                                                 |                                                 |                                                 |                                                 |                                                 |                                                 |                                                 |                                                 |                                                 |                                                 |                                                 |                                                 |
| Contestants | Rumänien              | 84                                              |                                                 |                                                 |                                                 | 10                                              | 3                                               | 7                                               |                                                 | 2                                               | 12                                              |                                                 |                                                 | 2                                               |                                                 |                                                 | 7                                               |                                                 |                                                 | 5                                               |                                                 |                                                 | 7                                               |                                                 |                                                 |                                                 |                                                 |                                                 |                                                 | 3                                               |                                                 |                                                 |                                                 | 2                                               |                                                 | 2                                               | 1                                               | 1                                               |                                                 |                                                 | 12                                              |                                                 |                                                 | 8                                               |
| Contestants |                       |                                                 |                                                 |                                                 |                                                 |                                                 |                                                 |                                                 |                                                 |                                                 |                                                 |                                                 |                                                 |                                                 |                                                 |                                                 |                                                 |                                                 |                                                 |                                                 |                                                 |                                                 |                                                 |                                                 |                                                 |                                                 |                                                 |                                                 |                                                 |                                                 |                                                 |                                                 |                                                 |                                                 |                                                 |                                                 |                                                 |                                                 |                                                 |                                                 |                                                 |                                                 |                                                 |                                                 |
| Contestants | Bulgarien             | 157                                             | 5                                               |                                                 | 4                                               |                                                 | 6                                               | 5                                               |                                                 | 12                                              | 10                                              | 6                                               | 5                                               | 6                                               | 6                                               | 4                                               | 6                                               |                                                 | 5                                               | 10                                              | 6                                               | 7                                               |                                                 | 4                                               |                                                 |                                                 |                                                 | 7                                               |                                                 |                                                 | 7                                               | 1                                               |                                                 |                                                 |                                                 | 3                                               | 4                                               | 2                                               |                                                 |                                                 | 3                                               | 5                                               | 8                                               | 10                                              |
| Contestants | Turkiet               | 163                                             | 1                                               |                                                 |                                                 |                                                 | 10                                              | 12                                              | 10                                              |                                                 |                                                 |                                                 | 4                                               |                                                 | 10                                              | 12                                              |                                                 | 10                                              | 7                                               |                                                 |                                                 |                                                 |                                                 | 12                                              |                                                 | 7                                               | 10                                              |                                                 | 12                                              |                                                 |                                                 |                                                 | 2                                               | 7                                               | 7                                               | 1                                               | 2                                               |                                                 | 3                                               |                                                 | 1                                               | 12                                              | 10                                              | 1                                               |
| Contestants | Armenien              | 138                                             |                                                 | 5                                               |                                                 |                                                 | 5                                               | 10                                              |                                                 | 6                                               | 8                                               |                                                 |                                                 | 12                                              |                                                 | 10                                              |                                                 |                                                 |                                                 | 8                                               |                                                 |                                                 | 5                                               | 2                                               |                                                 |                                                 |                                                 | 10                                              | 10                                              |                                                 |                                                 |                                                 | 12                                              | 8                                               |                                                 | 5                                               | 10                                              |                                                 |                                                 | 10                                              | 2                                               |                                                 |                                                 |                                                 |
| Contestants | Moldavien             | 109                                             |                                                 | 8                                               | 3                                               | 4                                               |                                                 |                                                 |                                                 | 10                                              | 6                                               | 1                                               | 2                                               | 7                                               |                                                 |                                                 | 10                                              |                                                 | 12                                              | 2                                               |                                                 | 1                                               | 4                                               |                                                 | 2                                               | 1                                               |                                                 |                                                 |                                                 | 2                                               |                                                 |                                                 | 3                                               | 4                                               | 2                                               | 7                                               | 6                                               |                                                 |                                                 | 6                                               |                                                 |                                                 | 1                                               | 5                                               |

## Kalender
Nedan redovisas de datum då länderna hade sina finaler. 

### December 2006
- 14 december: Moldavien
- 23 december: Albanien

### Januari 2007
- 7 januari: Israel
- 22 januari: Vitryssland

### Februari 2007
- 3 februari: Estland
- 3 februari: Malta
- 3 februari: Polen
- 3 februari: Slovenien
- 10 februari: Danmark
- 10 februari: Norge
- 10 februari: Rumänien
- 11 februari: Georgien
- 11 februari: Nederländerna
- 16 februari: Irland
- 17 februari: Finland
- 17 februari: Island
- 24 februari: Bulgarien
- 24 februari: Lettland
- 24 februari: Makedonien
- 24 februari: Spanien
- 25 februari: Montenegro
- 25 februari: Armenien
- 28 februari: Grekland

### Mars 2007
- 3 mars: Kroatien
- 3 mars: Litauen
- 6 mars: Frankrike
- 8 mars: Serbien
- 8 mars: Tyskland
- 9 mars: Ukraina
- 10 mars: Portugal
- 10 mars: Sverige
- 10 mars: Tjeckien
- 17 mars: Storbritannien

## Sänds i TV
Förutom i de deltagande länderna så sändes tävlingen även i Australien, Sydafrika, Slovakien, Monaco, Azerbajdzjan, Etiopien, Japan, Kazakstan, Nederländska Antillerna, Egypten, Surinam, Vietnam, Liechtenstein, Botswana och Gibraltar (bara finalen).

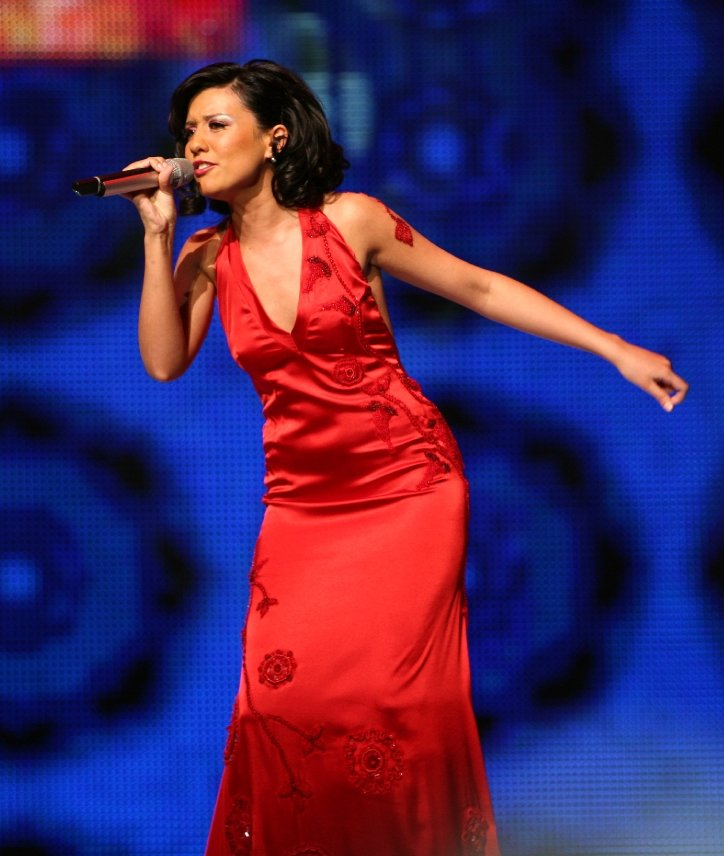
Sopo Visionary Dream
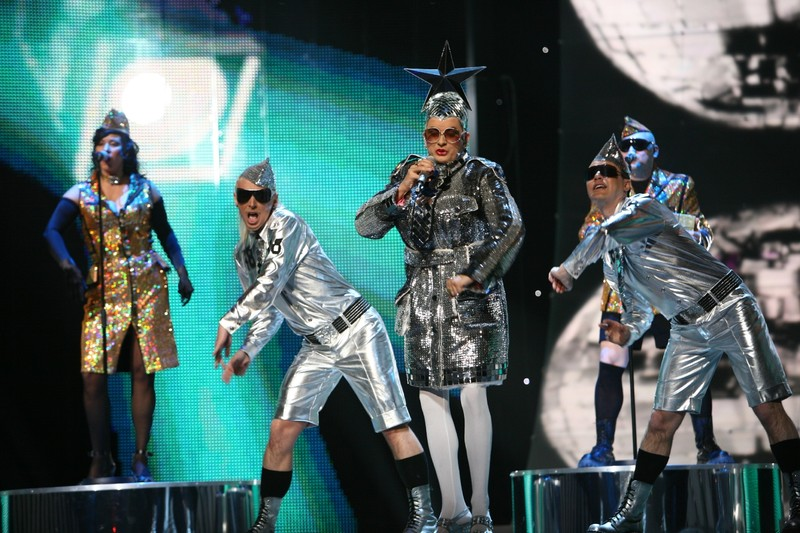
Verka Serdjutjka Dancing Lasha Tumbai
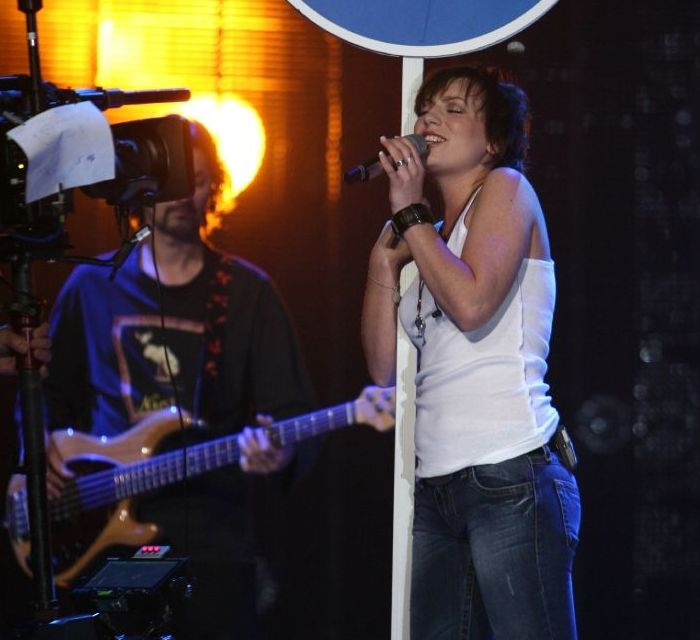
Magdi Rúzsa Unsubstantial Blues
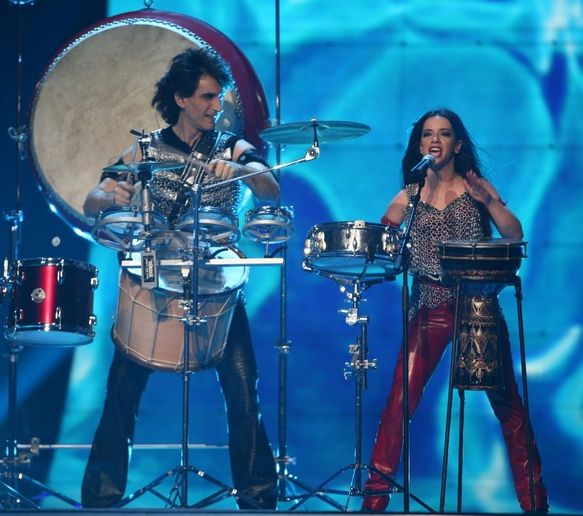
Elitsa Todorova & Stojan Jankulov Water